# Ilex vulcanicola
Ilex vulcanicola là một loài thực vật có hoa trong họ Aquifoliaceae. Loài này được Standl. mô tả khoa học đầu tiên năm 1925.